# وینیل فلوئورید
وینیل فلوئورید (به انگلیسی: Vinyl fluoride) با فرمول شیمیایی C۲H۳F یک ترکیب شیمیایی با شناسه پاب‌کم ۶۳۳۹ است. که جرم مولی آن ۴۶٫۰۴ g/mol می‌باشد. شکل ظاهری این ترکیب، گاز بی‌رنگ است.